# Jerónimo Cósida

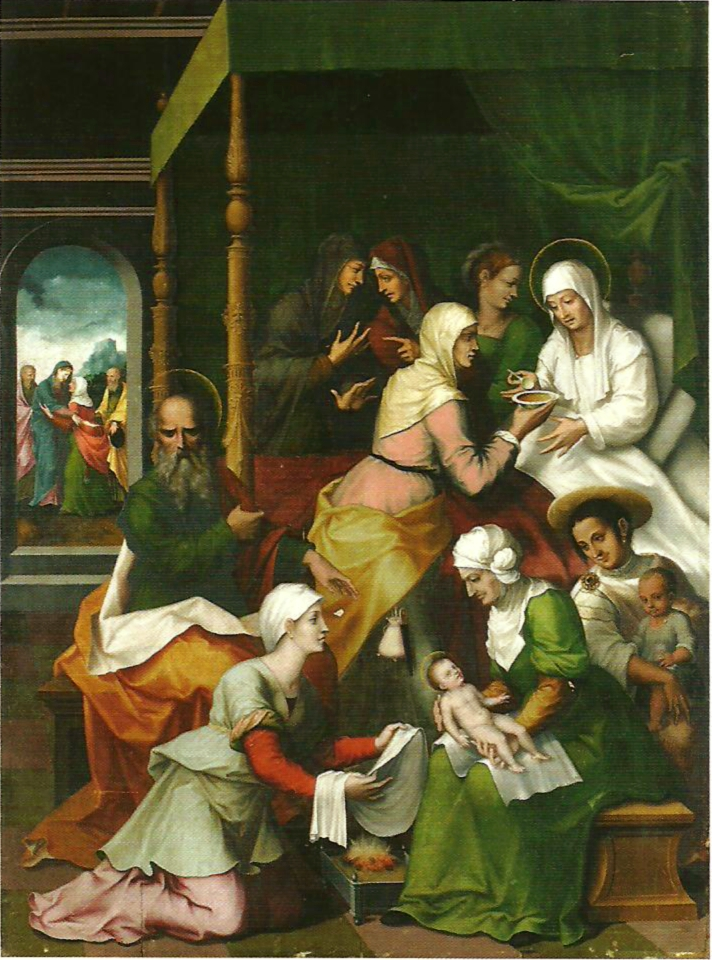
«Tabla del nacimiento de San Juan el Bautista» del Retablo Mayor y Sagrario de la Cartuja de Nuestra Señora de Aula Dei, 1574-1585, óleo sobre tabla, 147 x 116,5 cm, Museo de Zaragoza. De carácter manierista, figuras de canon estilizado e influida por Rafael Sanzio y Leonardo da Vinci, destaca en esta tabla la composición en el espacio de los personajes, así como los blancos de las telas, los contrastes cromáticos con el rojo y el verde, la escena de fondo con la Visitación abierta al paisaje, y una muchacha posiblemente gitana (con piel más oscura) que porta joyas minuciosamente pintadas.

Jerónimo Vicente Vallejo Cósida (¿Zaragoza? antes de 1510 - 5 de abril de 1592?), fue un pintor renacentista español, escultor, arquitecto y orfebre, activo en la provincia de Zaragoza.

## Biografía
De familia hidalga, estaba especializado en la pintura mural y en los retablos (de los que llegó a decorar más de veinticinco, aunque la mayoría perdidos). Destacó su trabajo minucioso —especialmente en el tratamiento de la figura femenina— y gran capacidad de trabajo, sobre todo por haber dedicado casi sesenta años de su vida a la pintura. 
Se le atribuye haber introducido el rafaelismo en España, quizá como consecuencia de haberse formado en Valencia con Vicente Masip, ya que nunca viajó a Italia. Se le reconocen también influencias de Durero; sobre todo en el dibujo, que dominaba a la perfección. Fue asesor artístico de Hernando de Aragón, a la sazón Arzobispo de Zaragoza (quien a su vez fue su principal mecenas), lo que le permitió trabajar en la Seo junto a Pietro Morone y mantener taller propio en la ciudad.
Gran renovador e introductor  de la pintura renacentista en Aragón, junto con el italiano Tomás Peliguet, su estilo  destaca por lo minucioso del detalle, la elegancia de los gestos y rostros, la estilización del canon y las elaboradas composiciones espaciales.

## Obras
Su obra más temprana conservada consiste en tres pinturas sobre sarga, ubicadas en la Iglesia de Santa María de Bulbuente (Zaragoza) y el Retablo de San Juan Bautista de la Catedral de Tarazona, que datan de la década de 1530. Su lenguaje evoluciona a partir de mediado el siglo XVI hacia un manierismo que ha asimilado las enseñanzas de maestros como Rafael Sanzio —principal inspirador de su quehacer— o Leonardo da Vinci, como se puede apreciar en la tabla Nacimiento de San Juan el Bautista del retablo mayor de la Cartuja de Aula Dei, pintada en las proximidades de 1580, una de sus mejores obras. En ella el personaje de Zacarías está tomado de Rafael y la señora de verde que lleva al bebé Juan Bautista, de Leonardo.

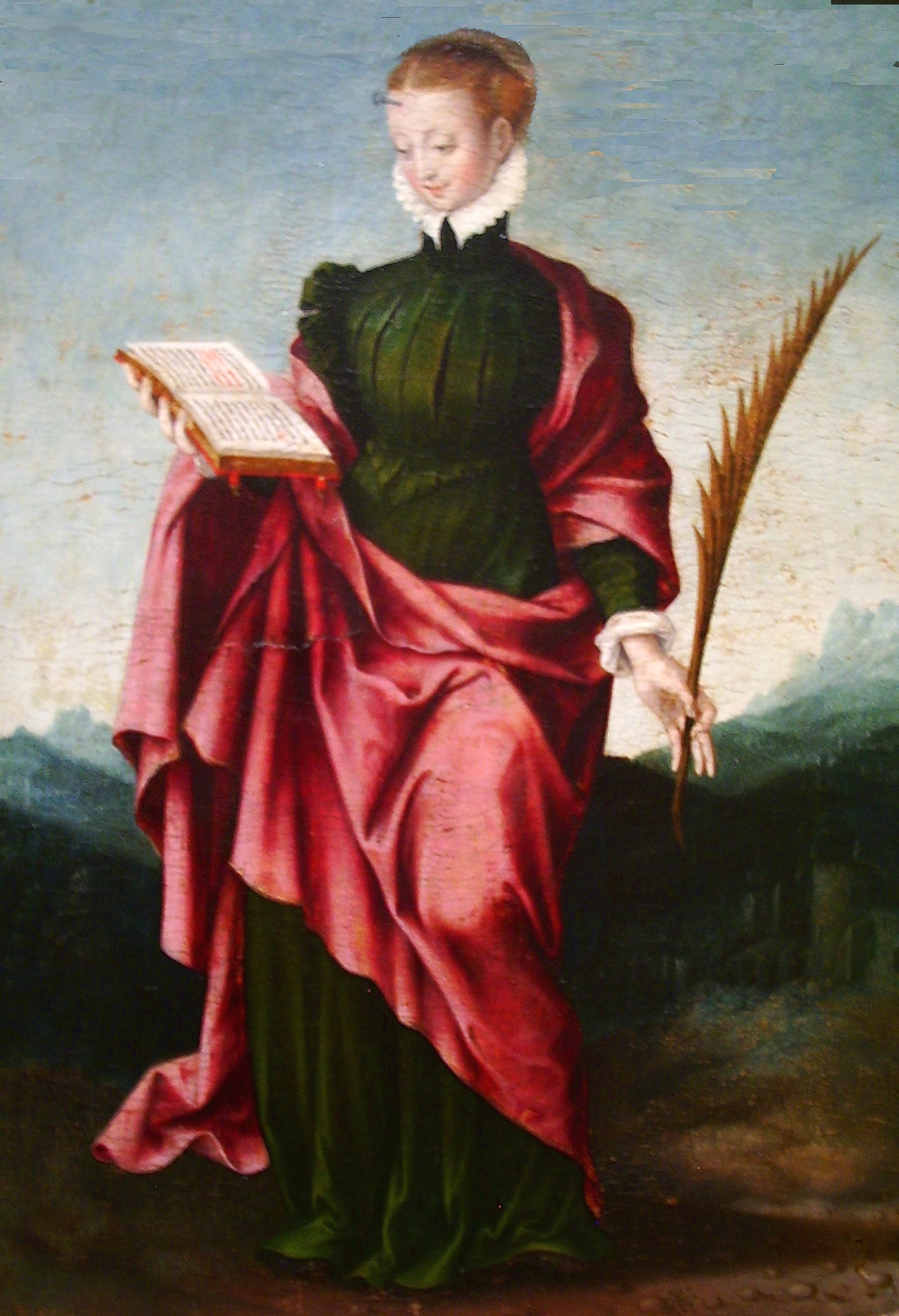
«Santa Engracia», panel del Retablo de la Virgen con el Niño de la capilla de la cárcel de la Diputación General del Reino de Aragón, c. 1569-1572. Representada con el clavo en la frente con el que se la martirizó, es una de las figuras más delicadas del pintor aragonés. Destacan los plegados y el dinamismo de la pose en suave contrapposto.

Del conjunto de su obra, cabe citar:
- Retablo mayor del monasterio de Veruela (1540-1544).
- Martirio de San Juan Bautista, c. 1540-1545, óleo sobre tabla, 68 x 37 cm Museo de Zaragoza
- San Lorenzo, c. 1540-1545, 68 x 31 cm, Museo de Zaragoza
- Retablo de San Juan Bautista de la Catedral de Tarazona (1542)
- Retablo de la iglesia parroquial de Valderrobles (1545-1550)

- Coronación de la Virgen, perteneciente al retablo mayor de la iglesia de Valderrobles, 1545-1550, óleo sobre tabla, 120 x 98 cm, expuesto en el Palacio Arzobispal de Zaragoza

- Diseño de la capilla de Hernando de Aragón dedicada a San Bernardo, en La Seo, Zaragoza (1550)
- Anunciación, c. 1550, óleo sobre tabla, 65 x 51 cm, Museo de Bellas Artes de Bilbao
- Retablo de la iglesia parroquial de Trasobares.
- Retablo de la iglesia parroquial de Pedrola (1550-c. 1552)
- Retablo de San Pedro y San Pablo, iglesia de San Pablo (donde se encuentra enterrado).
- Retablo de la Virgen (Museo de Zaragoza).
- Retablo de la Pasión de Cristo. Ermita de la Virgen de Pueyo. Valtorres
- Retablo de la Dormición, antiguo retablo mayor de la iglesia del Monasterio de Tulebras (Navarra), hoy en el Museo del Monasterio. En el mismo lugar se halla una original representación de la Trinidad.
- Diseño para las esculturas del Trascoro de la Seo, Zaragoza (c. 1557)
- Retablo de la Degollación de San Juan Bautista. Iglesia de Nuestra Señora de los Reyes, Calcena, Zaragoza (1554-1559)

- Tabla central: Degollación de San Juan Bautista.

- Retablo de la Virgen con el Niño, procedente de la capilla de la cárcel de la Diputación General del Reino de Aragón, c. 1569-1572, temple graso y óleo sobre tabla de pino, 304 x 177 cm, Museo de Zaragoza
- Noli me tangere, c. 1570, óleo sobre tabla, 62 x 46,5 cm, Museo Nacional del Prado (Madrid)
- Retablo mayor y sagrario de la Cartuja de Nuestra Señora de Aula Dei, 1574-1585, óleo sobre tabla:

- «Nacimiento de San Juan Bautista», 147 x 116,5 cm, Museo de Zaragoza
- «Adoración de los Reyes Magos», 160 x 133 cm, Iglesia Parroquial de Villamayor (Zaragoza)
- «San Juan Bautista», 130 x 61 cm, Museo de Zaragoza
- «El profeta Isaías», 130 x 61 cm, Museo de Zaragoza

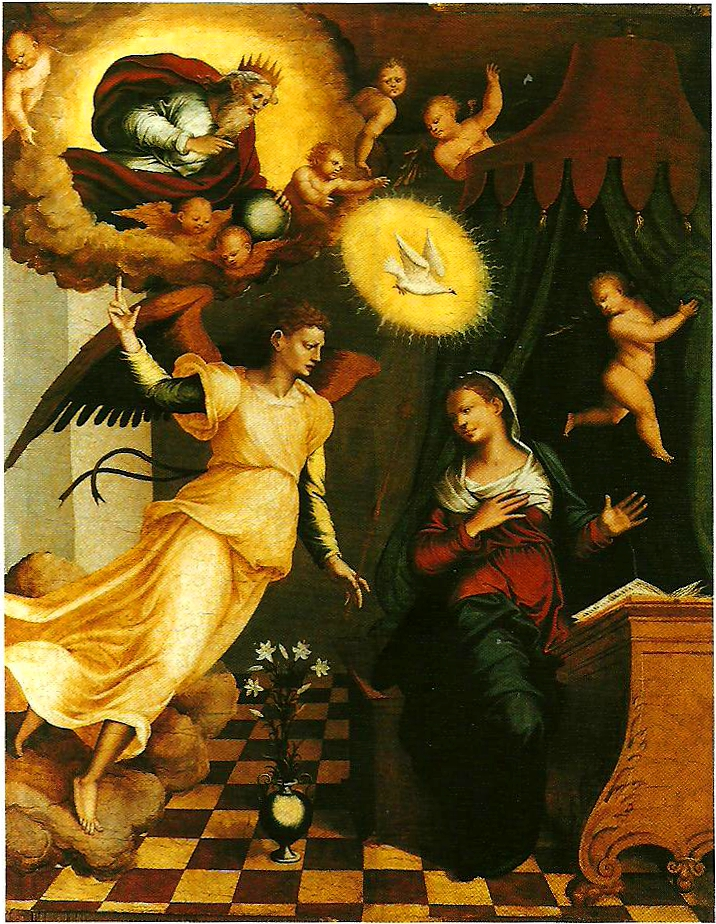
Anunciación, c. 1550
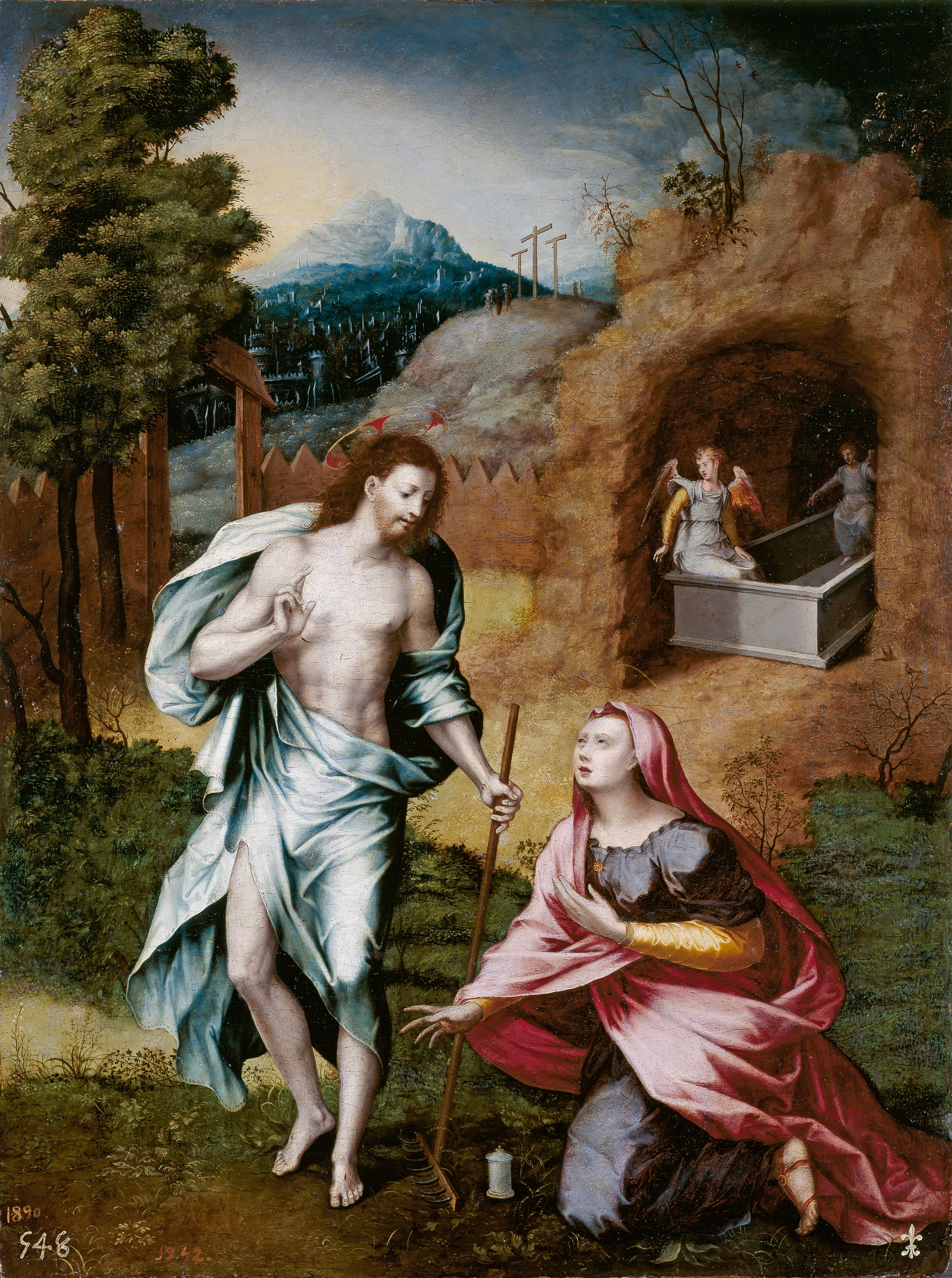
Noli me tangere, c. 1570
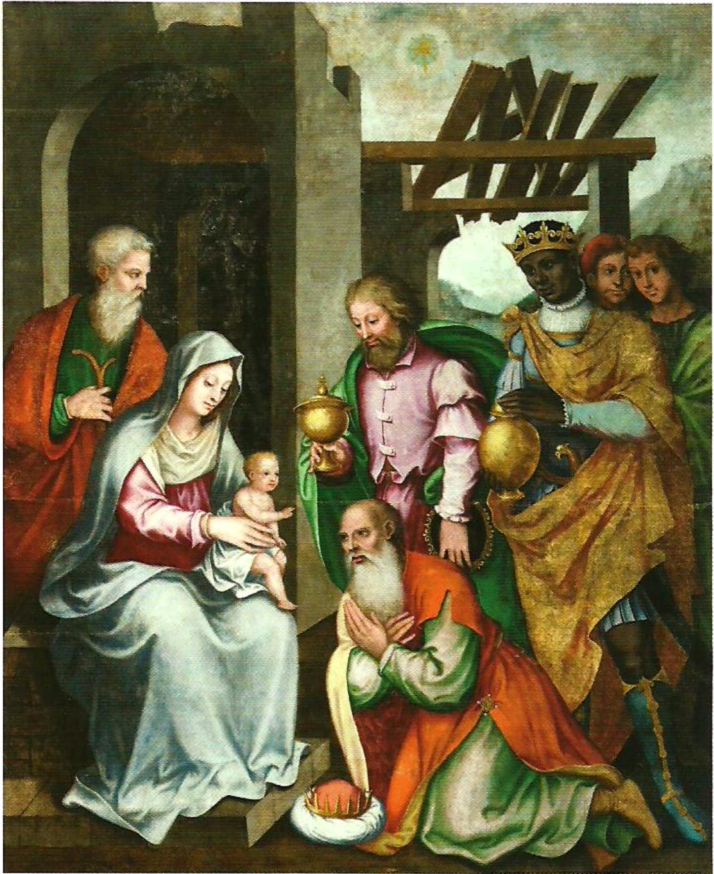
Epifanía, c. 1580
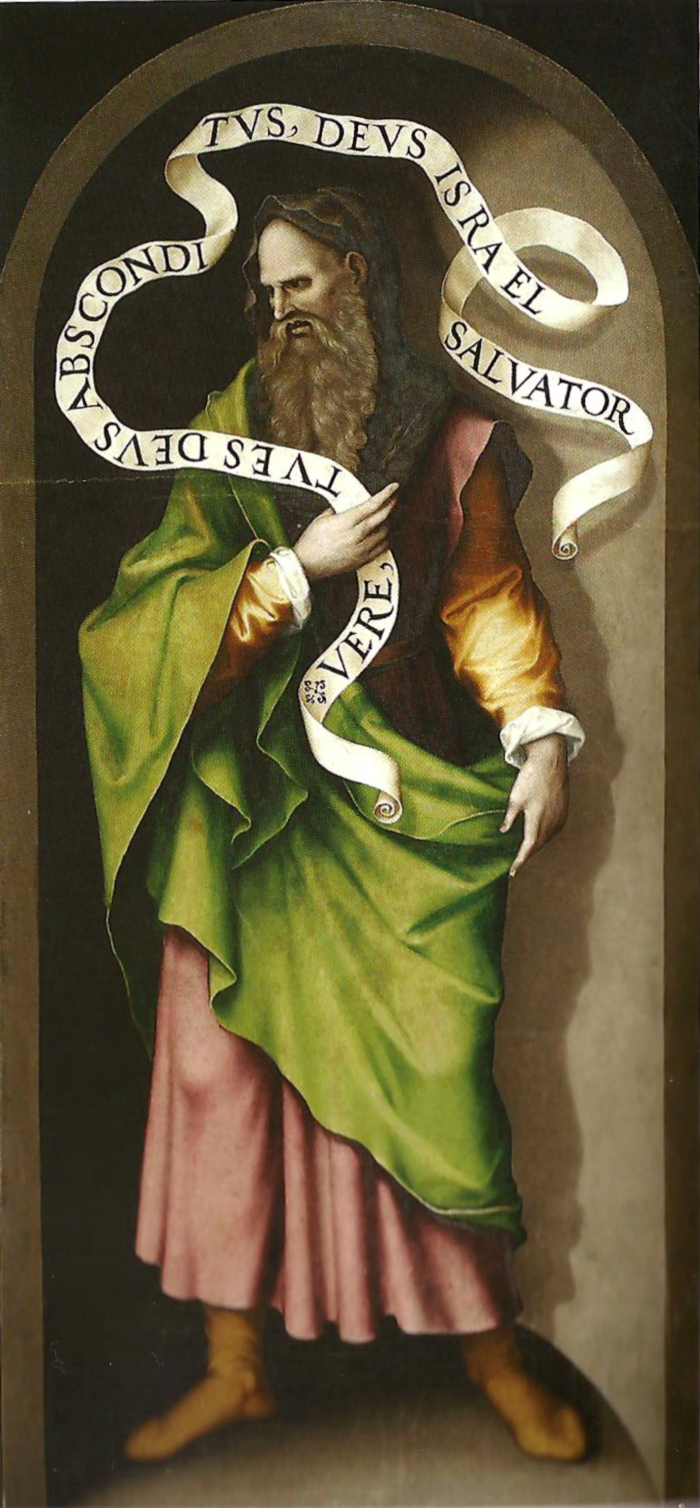
Isaías, c. 1580